# Calandrinia operta
Calandrinia operta är en källörtsväxtart som beskrevs av Obbens. Calandrinia operta ingår i släktet sidenblommor, och familjen källörtsväxter. Inga underarter finns listade i Catalogue of Life.